# Astrolepis obscura
Astrolepis obscura är en kantbräkenväxtart som beskrevs av J.B.Beck och Windham. Astrolepis obscura ingår i släktet Astrolepis och familjen Pteridaceae. Inga underarter finns listade.